# Erylus amorphus
Erylus amorphus är en svampdjursart som beskrevs av Burton 1926. Erylus amorphus ingår i släktet Erylus och familjen Geodiidae. Inga underarter finns listade i Catalogue of Life.